# Calcio Catania 1971-1972
Questa voce raccoglie le informazioni riguardanti il Calcio Catania nelle competizioni ufficiali della stagione 1971-1972.

## Stagione
Nella stagione 1971-1972 il Catania si ritrova in Serie B, dopo la parentesi della massima serie, per rinforzare il manipolo arrivano in tre, dalla Sampdoria lo stopper Ubaldo Spanio e l'ala destra Fulvio Francesconi, dal Prato il terzino Carlo Guasti. Lasciano il club dell'Elefante Sergio Reggiani, l'attaccante Maurizio Cavazzoni ed il centrocampista Mauro Vaiani. La dirigenza punta sul nuovo timoniere "Todo" Calvanese promosso dalla "Primavera", che però è senza autorizzazione federale, si rimedia con il tesseramento di Luigi Valsecchi. A metà ottobre dopo tre gare di campionato ritorna in panchina, fortemente voluto dal presidente, il gran visir del calcio catanese Carmelo Di Bella. In campionato con 14 vittorie e 41 punti si raggiunge l'ottava posizione. Cannoniere di stagione Francesconi con dieci centri, uno in più di Bonfanti. Nota negativa i ripetuti episodi di violenza dei tifosi, con diverse gare interne giocate in campo neutro in una continua peregrinazione. Il torneo vedrà promosse in Serie A Ternana, Lazio e Palermo.

## Rosa
| N. |                   | Ruolo | Calciatore          |
| -- | ----------------- | ----- | ------------------- |
|    | Italia (bandiera) | A     | Pietro Baisi        |
|    | Italia (bandiera) | C     | Giorgio Bernardis   |
|    | Italia (bandiera) | C     | Guido Biondi        |
|    | Italia (bandiera) | A     | Aquilino Bonfanti   |
|    | Italia (bandiera) | D     | Luciano Buzzacchera |
|    | Italia (bandiera) | D     | Massimo Cherubini   |
|    | Italia (bandiera) | A     | Vito D'Amato        |
|    | Italia (bandiera) | C     | Romano Fogli        |
|    | Italia (bandiera) | A     | Fulvio Francesconi  |
|    | Italia (bandiera) | A     | Giovanni Gavazzi    |
|    | Italia (bandiera) | D     | Carlo Guasti        |

| N. |                   | Ruolo | Calciatore           |
| -- | ----------------- | ----- | -------------------- |
|    | Italia (bandiera) | D     | Stefano Lausdei      |
|    | Italia (bandiera) | D     | Paolo Montanari      |
|    | Italia (bandiera) | C     | Angelo Pereni        |
|    | Italia (bandiera) | A     | Giovanni Quadri      |
|    | Italia (bandiera) | P     | Rino Rado            |
|    | Italia (bandiera) | A     | Vittorio Schifilliti |
|    | Italia (bandiera) | D     | Ubaldo Spanio        |
|    | Italia (bandiera) | D     | Umberto Strucchi     |
|    | Italia (bandiera) | P     | Luciano Visintini    |
|    | Italia (bandiera) | C     | Angelo Volpato       |

## Risultati

### Serie B

#### Girone di andata
| Arbitro: | Porcelli (Lodi) |

|              |           |             |
| Bonfanti 52’ | Marcatori | 51’ Incerti |

| Arbitro: | Serafino (Roma) |

|           |           |  |
| Canzi 25’ | Marcatori |  |

| Arbitro: | Cantelli (Firenze) |

|                     |           |  |
| Bonfanti 57’ (rig.) | Marcatori |  |

| Arbitro: | Gussoni (Tradate) |

|            |           |  |
| Lancini 8’ | Marcatori |  |

| Catania 24 ottobre 1971 5ª giornata | Catania          | 0 – 0 | Monza | Stadio Cibali\| Arbitro: \| Lenardon (Siena) \| |
| Arbitro:                            | Lenardon (Siena) |       |       |                                                 |

| Arbitro: | Levrero (Genova) |

|  |           |           |
|  | Marcatori | 21’ Baisi |

| Catania 7 novembre 1971 7ª giornata | Catania          | 0 – 0 | Reggiana | Stadio Cibali\| Arbitro: \| Marino (Taranto) \| |
| Arbitro:                            | Marino (Taranto) |       |          |                                                 |

| Brescia 14 novembre 1971 8ª giornata | Brescia                    | 0 – 0 | Catania | Stadio Mario Rigamonti\| Arbitro: \| Trinchieri (Reggio Emilia) \| |
| Arbitro:                             | Trinchieri (Reggio Emilia) |       |         |                                                                    |

| Arbitro: | Moretto (San Donà di Piave) |

|                     |           |  |
| Bonfanti 45’ (rig.) | Marcatori |  |

| Arbitro: | Gialluisi (Barletta) |

|                |           |  |
| Baisi 39’, 48’ | Marcatori |  |

| Arbitro: | Frasso (Capua) |

|            |           |                           |
| Ronchi 34’ | Marcatori | 5’ Bernardis 16’ Bonfanti |

| Arbitro: | Ciacci (Firenze) |

|                |           |  |
| Abbondanza 37’ | Marcatori |  |

| Arbitro: | Porcelli (Lodi) |

|  |           |           |
|  | Marcatori | 57’ Righi |

| Arbitro: | Cantelli (Firenze) |

|               |           |  |
| Innocenti 60’ | Marcatori |  |

| Messina 2 gennaio 1972 15ª giornata | Catania            | 0 – 0 | Genoa | Stadio Giovanni Celeste\| Arbitro: \| Reggiani (Bologna) \| |
| Arbitro:                            | Reggiani (Bologna) |       |       |                                                             |

| Reggio Calabria 9 gennaio 1972 16ª giornata | Catania          | 0 – 0 | Bari | Stadio Comunale\| Arbitro: \| Levrero (Genova) \| |
| Arbitro:                                    | Levrero (Genova) |       |      |                                                   |

| Arbitro: | Calì (Roma) |

|             |           |             |
| Beretti 20’ | Marcatori | 4’ Bonfanti |

| Arbitro: | Trinchieri (Reggio Emilia) |

|                                              |           |                 |
| Rognoni 25’ Pavone 44’ Mola 62’ Saltutti 88’ | Marcatori | 65’ Francesconi |

| Arbitro: | Chiapponi (Livorno) |

|                                         |           |               |
| Bernardis 42’, 88’ Francesconi 52’, 68’ | Marcatori | 26’ Bongiorni |

#### Girone di ritorno
| Arbitro: | Stagnoli (Bologna) |

|                            |           |  |
| Barlassina 40’ Incerti 77’ | Marcatori |  |

| Arbitro: | Menegali (Roma) |

|             |           |  |
| D'Amato 75’ | Marcatori |  |

| Terni 27 febbraio 1972 22ª giornata | Ternana              | 0 – 0 | Catania | Stadio Libero Liberati\| Arbitro: \| Barbaresco (Cormons) \| |
| Arbitro:                            | Barbaresco (Cormons) |       |         |                                                              |

| Arbitro: | Ciacci (Firenze) |

|           |           |             |
| Baisi 58’ | Marcatori | 32’ Ferrari |

| Arbitro: | Lattanzi (Roma) |

|  |           |                            |
|  | Marcatori | 46’ (rig.) Fogli 53’ Baisi |

| Arbitro: | Sgherri (Grosseto) |

|                              |           |                                |
| Bonfanti 34’ Francesconi 40’ | Marcatori | 24’ Turini 83’ (rig.) Vallongo |

| Reggio Emilia 26 marzo 1972 26ª giornata | Reggiana         | 0 – 0 | Catania | Stadio Mirabello\| Arbitro: \| Gonella (Torino) \| |
| Arbitro:                                 | Gonella (Torino) |       |         |                                                    |

| Arbitro: | Frasso (Capua) |

|                 |           |  |
| Francesconi 41’ | Marcatori |  |

| Arbitro: | Levrero (Genova) |

|              |           |  |
| Franzoni 37’ | Marcatori |  |

| Arbitro: | Reggiani (Bologna) |

|           |           |                           |
| Unere 62’ | Marcatori | 22’ Fogli 27’ Francesconi |

| Arbitro: | Lattanzi (Roma) |

|                                           |           |  |
| Francesconi 35’ Schifilliti 52’ Baisi 79’ | Marcatori |  |

| Arbitro: | Ciacci (Firenze) |

|              |           |                     |
| Bonfanti 87’ | Marcatori | 53’, 69’ Abbondanza |

| Arbitro: | Lupi (Genova) |

|            |           |  |
| Blasig 75’ | Marcatori |  |

| Arbitro: | Trono (Torino) |

|                             |           |  |
| Francesconi 7’ Bonfanti 63’ | Marcatori |  |

| Arbitro: | Zacchetti (Milano) |

|                       |           |  |
| Traspedini 58’ (rig.) | Marcatori |  |

| Arbitro: | Campanini (Finale Emilia) |

|                           |           |                         |
| Dalle Vedove 4’ Lopez 82’ | Marcatori | 22’ Volpato 71’ D'Amato |

| Arbitro: | Ciulli (Roma) |

|                 |           |  |
| Francesconi 56’ | Marcatori |  |

| Catania 11 giugno 1972 37ª giornata | Catania             | 0 – 0 | Foggia | Stadio Cibali\| Arbitro: \| Vannucchi (Bologna) \| |
| Arbitro:                            | Vannucchi (Bologna) |       |        |                                                    |

| Arbitro: | Schena (Foggia) |

|  |           |                              |
|  | Marcatori | 50’ Bonfanti 73’ Francesconi |

### Coppa Italia

#### Gruppo 2
| Arbitro: | Lazzaroni (Milano) |

|                              |           |  |
| Maddè 35’ (rig.) Carelli 86’ | Marcatori |  |

| Arbitro: | Serafino (Roma) |

|                       |           |  |
| Fogli 15’ Volpato 45’ | Marcatori |  |

| 8 settembre 1971 3ª giornata |  | – Turno di riposo CATANIA |  |  |

| Arbitro: | Stagnoli (Bologna) |

|                       |           |  |
| Unere 24’ Carrera 73’ | Marcatori |  |

| Arbitro: | Toselli (Cormons) |

|           |           |           |
| Baisi 47’ | Marcatori | 79’ Prati |

## Statistiche

### Statistiche di squadra
| Competizione | Punti | In casa | In casa | In casa | In casa | In casa | In casa | In trasferta | In trasferta | In trasferta | In trasferta | In trasferta | In trasferta | Totale | Totale | Totale | Totale | Totale | Totale | DR |
| Competizione | Punti | G       | V       | N       | P       | Gf      | Gs      | G            | V            | N            | P            | Gf           | Gs           | G      | V      | N      | P      | Gf     | Gs     | DR |
| ------------ | ----- | ------- | ------- | ------- | ------- | ------- | ------- | ------------ | ------------ | ------------ | ------------ | ------------ | ------------ | ------ | ------ | ------ | ------ | ------ | ------ | -- |
| Serie B      | 41    | 19      | 9       | 8       | 2       | 21      | 9       | 19           | 5            | 5            | 9            | 13           | 18           | 38     | 14     | 13     | 11     | 34     | 27     | +7 |
| Coppa Italia | 3     | 2       | 1       | 1       | 0       | 3       | 1       | 2            | 0            | 0            | 2            | 0            | 4            | 4      | 1      | 1      | 2      | 3      | 5      | -2 |
| Totale       |       | 21      | 10      | 9       | 2       | 24      | 10      | 21           | 5            | 5            | 11           | 13           | 22           | 42     | 15     | 14     | 13     | 37     | 32     | +5 |

### Statistiche dei giocatori
| Giocatore      | Serie B  | Serie B | Coppa Italia | Coppa Italia | Totale   | Totale |
| Giocatore      | Presenze | Reti    | Presenze     | Reti         | Presenze | Reti   |
| -------------- | -------- | ------- | ------------ | ------------ | -------- | ------ |
| P. Baisi       | 32       | 6       | 4            | 1            | 36       | 7      |
| G. Bernardis   | 38       | 3       | 3            | 0            | 41       | 3      |
| G. Biondi      | 14       | 0       | 2            | 0            | 16       | 0      |
| A. Bonfanti    | 36       | 9       | 4            | 0            | 40       | 9      |
| L. Buzzacchera | 20       | 0       | 1            | 0            | 21       | 0      |
| M. Cherubini   | 13       | 0       | 3            | 0            | 16       | 0      |
| Colombo        | -        | -       | 2            | 0            | 2        | 0      |
| V. D'Amato     | 17       | 2       | -            | -            | 17       | 2      |
| Fichera        | -        | -       | 1            | 0            | 1        | 0      |
| R. Fogli       | 30       | 2       | 4            | 1            | 34       | 3      |
| F. Francesconi | 30       | 10      | 4            | 0            | 34       | 10     |
| G. Gavazzi     | 13       | 0       | 3            | 0            | 16       | 0      |
| C. Guasti      | 26       | 0       | 2            | 0            | 28       | 0      |
| S. Lausdei     | 5        | 0       | -            | -            | 5        | 0      |
| P. Montanari   | 26       | 0       | 2            | 0            | 28       | 0      |
| A. Pereni      | 33       | 0       | 1            | 0            | 34       | 0      |
| G. Quadri      | 2        | 0       | -            | -            | 2        | 0      |
| R. Rado        | 37       | -25     | 4            | -5           | 41       | -30    |
| V. Schifilliti | 9        | 1       | -            | -            | 9        | 1      |
| U. Spanio      | 37       | 0       | 4            | 0            | 41       | 0      |
| U. Strucchi    | 12       | 0       | 3            | 0            | 15       | 0      |
| L. Visintini   | 2        | 0       | -            | -            | 2        | 0      |
| A. Volpato     | 16       | 1       | 3            | 1            | 19       | 2      |